# Nordwalde
Nordwalde (plattdeutsch Nordwol, Nordwoll oder Norwoll) ist eine Gemeinde in Nordrhein-Westfalen nordwestlich von Münster im Kreis Steinfurt.

## Geografie
Nordwalde liegt im Münsterland, rund 15 Kilometer nordwestlich von Münster und ungefähr zwölf Kilometer südöstlich der Kreisstadt Steinfurt. Die Entfernung zur niederländischen Grenze beträgt etwa 30 Kilometer.

### Gemeindegliederung
- Nordwalde (Ortskern)
- Feldbauerschaft
- Kirchbauerschaft
- Scheddebrock
- Suttorf
- Westerode

### Nachbargemeinden
Im Osten grenzt die Gemeinde Nordwalde an die Stadt Greven, im Nordosten wird sie von der Stadt Emsdetten begrenzt. Im Süden verläuft die Gemeindegrenze nach Altenberge, im Nordwesten zur Kreisstadt Steinfurt.

### Bevölkerungsstruktur
Einwohnerzahl: 2024: 10.000
Altersstruktur:
- Stand: 1. September 2011 -
| \| Alter \| männlich \| weiblich \| Anteil \| \| ------------------ \| -------- \| -------- \| ------ \| \| 00–20 Jahre \| 1193 \| 1121 \| 23,8 % \| \| 21–40 Jahre \| 1137 \| 1079 \| 23,4 % \| \| 41–60 Jahre \| 1521 \| 1470 \| 30,3 % \| \| 61–80 Jahre \| 838 \| 930 \| 18,0 % \| \| 81 Jahre und älter \| 106 \| 338 \| 4,5 % \| |          |          |        |
| Alter | männlich | weiblich | Anteil |
| 00–20 Jahre | 1193     | 1121     | 23,8 % |
| 21–40 Jahre | 1137     | 1079     | 23,4 % |
| 41–60 Jahre | 1521     | 1470     | 30,3 % |
| 61–80 Jahre | 838      | 930      | 18,0 % |
| 81 Jahre und älter | 106      | 338      | 4,5 %  |

Konfessionszugehörigkeit:
- Stand: 1. August 2014 -
| Konfession         | Anzahl | Anteil |
| ------------------ | ------ | ------ |
| römisch-katholisch | 6679   | 68,8 % |
| evangelisch        | 1357   | 14,0 % |
| sonstige           | 1678   | 17,3 % |

Bauerschaft/Bezirk:
- Stand: 1. August 2014 -
| Bauerschaft      | Einwohner | Anteil |
| ---------------- | --------- | ------ |
| Ortskern         | 8288      | 85,3 % |
| Am Egen          | 40        | 0,4 %  |
| Feldbauerschaft  | 292       | 3,0 %  |
| Kirchbauerschaft | 156       | 1,6 %  |
| Scheddebrock     | 322       | 3,2 %  |
| Suttorf          | 374       | 3,9 %  |
| Westerode        | 254       | 2,6 %  |

## Geschichte

### Frühgeschichte bis Mittelalter

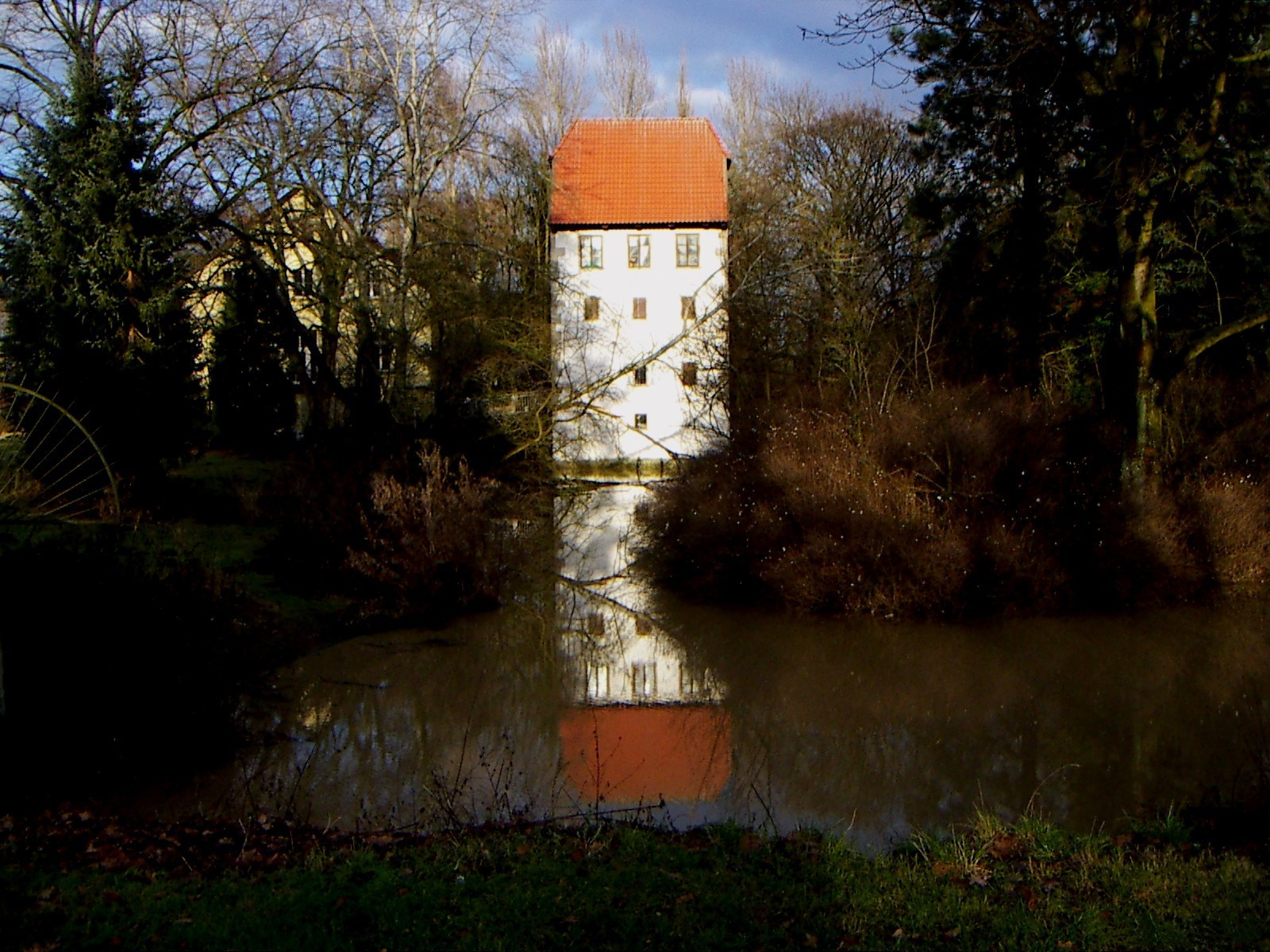
Der Bispinghof (Gräfte und Spieker).

Archäologische Funde, die im Nordwalder Heimatmuseum besichtigt werden können, lassen vermuten, dass das heutige Gemeindegebiet Nordwalde bereits in der Vor- und Frühgeschichte von bäuerlichen Siedlern bewohnt war. Der Ortsname „Nordwalde“ wird urkundlich erstmals im Jahr 1151 in einer Steuerurkunde erwähnt, mit der vom Bischof von Münster die Besitzungen des Klosters Asbeck u. a. unter Nennung eines Zehnten in „Northwalde“ bestätigt wurden. Zu dem seit 1180 bestehenden Hochstift Münster zählten auch die vier in Nordwalde gelegenen Herrensitze: Der Pröbstinghof, was Hof des Dompropstes bedeutet, wurde erstmals 1265 urkundlich erwähnt. Ungefähr aus der gleichen Zeit dürfte der Bispinghof (Hof des Bischofs) stammen, denn beide Herrensitze gingen aus frühmittelalterlichen sächsischen Haupthöfen hervor. Die zwei weiteren ehemaligen Herrensitze sind Haus Althaus und Haus Herzhaus. Zwischen diesen vier Liegenschaften hatten Urkunden zufolge die „Edlen von Borghorst“ eine Kirche erbauen lassen. Zum Teil sind diese Herrensitze heute noch als Denkmäler der Ortsgeschichte vorhanden.

### Neuzeit
Vermutlich spätestens seit dem 16. Jahrhundert bis Ende 1802 gehörte Nordwalde zum Amt Wolbeck des Hochstifts Münster.

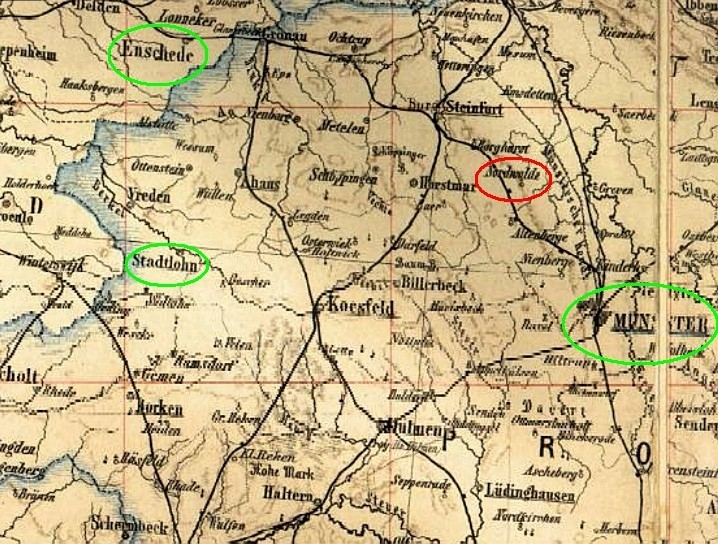
Nordwalde war oftmals Durchzugsgebiet kriegerischer Truppen.
(Ausschnitt aus einer Karte von 1883)

Nordwalde litt in der Zeit vom 16. bis zum 18. Jahrhundert, wie andere Gemeinden und Städte auch, unter mehreren Epidemien, insbesondere Pest und Typhus, sowie unter vielen Kriegen. Auf Grund der geographischen Nähe zur damaligen Republik der Sieben Vereinigten Niederlande lag Nordwalde zeitweise im Aufmarschgebiet von Truppen, die sich in den Unabhängigkeitskampf der protestantischen Niederlande einmischten. So lagerten spanische Truppen im Jahr 1590 im Zuge des Achtzigjährigen Krieges ein halbes Jahr in Nordwalde und schröpften die umliegenden Bauerngehöfte (mit hundert Reitern verwüsteten sie sogar Borghorst). Der Dreißigjährige Krieg (1618–1648) brachte weiteres Elend. Auch in der Zivilbevölkerung waren diesmal viele Tote aufgrund von Übergriffen zu beklagen. Ein Unterführer im Heer des sogenannten „tollen Christians“ (Christian von Braunschweig-Wolfenbüttel) hatte um 1623 im Zusammenhang mit Gefechten und schließlich der verlorenen Schlacht zwischen Christian von Braunschweig-Wolfenbüttel und den Heerscharen von Tillys im Lohner Bruch bei Stadtlohn (6. August 1623) sein Quartier in Nordwalde aufgeschlagen. Mit seinem Abzug folgten weitere Plünderungen und Verwüstungen durch siegreiche kaiserliche Truppen, die dem unterlegenen Heer des Christian von Braunschweig-Wolfenbüttel auch auf Nordwalder Gebiet nachsetzten. Nach Kriegsende (Westfälischer Friede 1648) erholte sich die Nordwalder Bevölkerung allmählich. Vom Französisch-Niederländischen Krieg (1672–1679) dürfte Nordwalde zumindest indirekt in Mitleidenschaft gezogen worden sein, da sich das Hochstift Münster mit dem französischen König Ludwig XIV. gegen die protestantischen Niederlande verbündet hatte. In die Wirren des Siebenjährigen Krieges (1756–1763) wurde Nordwalde 1757 hineingezogen, als die französische Armee vom Niederrhein aus in Richtung Bielefeld vorrückte, um schließlich in der Schlacht bei Hastenbeck auf Verbündete Preußens, die sogenannte Observationsarmee, zu stoßen. Im Zuge der Napoleonischen Kriege fiel Nordwalde 1803 unter die Herrschaft des Fürstentums Rheina-Wolbeck, das Mitte 1806 in das Großherzogtum Berg eingegliedert wurde. Nordwalde gehörte nunmehr zum machtpolitischen Einflussgebiet des Kaiserreichs Frankreich. Erst nach der Völkerschlacht bei Leipzig 1813 gehörte Nordwalde als Landgemeinde im Kreis Steinfurt in der Provinz Westfalen zu Preußen. Von 1843 bis zur Aufhebung aller preußischen Einzelgemeindeämter im Jahre 1934 bildete Nordwalde ein eigenes Amt.

### Zeitgeschichte

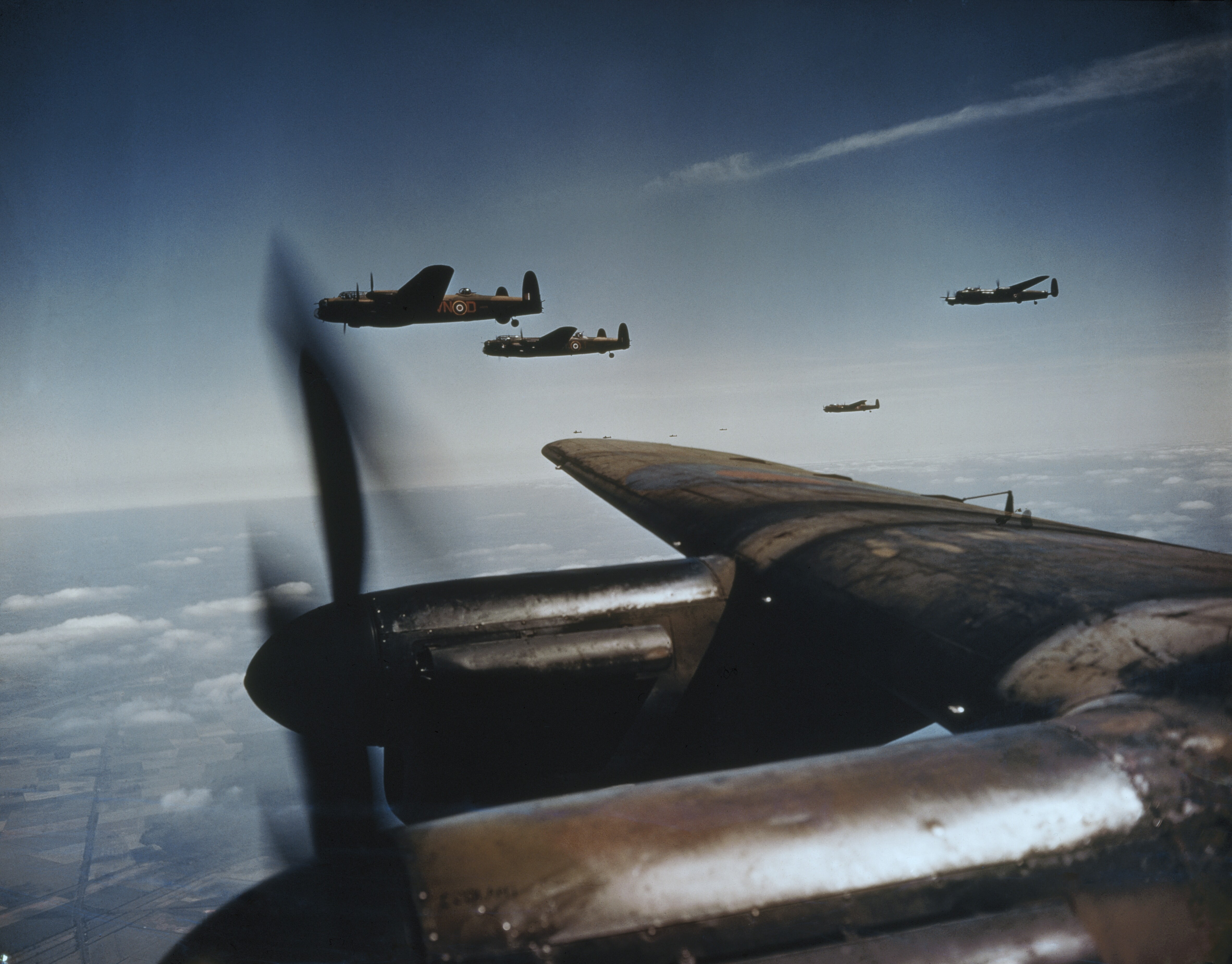
Britische Avro-Lancaster-Bomber

Im 20. Jahrhundert litt auch Nordwalde unter den zwei Weltkriegen. Während im Ersten Weltkrieg viele zum Kriegsdienst eingezogene Männer des Dorfes an fernen Fronten fielen, war Nordwalde im Zweiten Weltkrieg direkt vom Kriegsgeschehen betroffen. Allerdings blieb die Zahl von Fliegerangriffen gering. Diese Luftangriffe der Alliierten hingen mit der strategisch wichtigen Bahnlinie sowie vermutlich auch mit Startrampen der deutschen V2-Raketen im Kreis Steinfurt zusammen. Am Abend des 23. September 1944 stürzte eine V2 in der Feldbauerschaft von Nordwalde kurz nach dem Fehlstart ab. Auch fehlgeleitete Flakgeschosse der deutschen Fliegerabwehr verursachten vereinzelt Explosionen. Wenn Bomben auf Nordwalder Gebiet detonierten, handelte es sich meist um Abstürze britischer Bomberflugzeuge, die sehr häufig und in umfangreichen Verbänden auch Nordwalde in großer Höhe überflogen. Mit Ende des Zweiten Weltkriegs gelangten etliche Flüchtlinge nach Nordwalde, wodurch sich die damalige Einwohnerzahl schlagartig um rund ein Fünftel erhöhte.
Ein Kuriosum in der Nordwalder Gemeindegeschichte stellte die Siedlung Reckenfeld dar. Bei der Errichtung des mehrere Hektar umfassenden Munitionslagers auf dem ehemaligen Kirchspiel „Reckenveld“ im Jahr 1916 hatte die preußische Militärverwaltung bestehende Grenzen der Gemeinde Nordwalde und der Stadt Greven außer Acht gelassen, so dass sich ein nordwestlicher Teil auf Nordwalder Gebiet erstreckte (sogenannter „Ortsteil B“, abgeleitet vom Block B des Munitionsdepots). Die dortigen Einwohner waren mit dieser Situation höchst unzufrieden, da sie als Nordwalder Bürger in einer Art Enklave lebten und keinen Einfluss auf sie betreffende Entscheidungen der Stadt Greven hatten (so waren ihre Kinder lediglich Gastschulkinder in den auf Grevener Gebiet liegenden Schulen). Die Gemeindeverwaltung Nordwalde hielt in diesem Grenzgebiet wöchentlich einen Sprechtag für Nordwalder Bürger ab, die schließlich – insbesondere mit einer Unterschriftenaktion – die Eingemeindung nach Greven erreichten. Sie erfolge am 1. Januar 1964.
Für die umliegende Landschaft prägend sind die Wallgräben des in den Jahren 1724/25 gebauten Max-Clemens-Kanals, der am westlichen Rand von Reckenfeld entlang verlief.

## Politik

### Gemeinderat

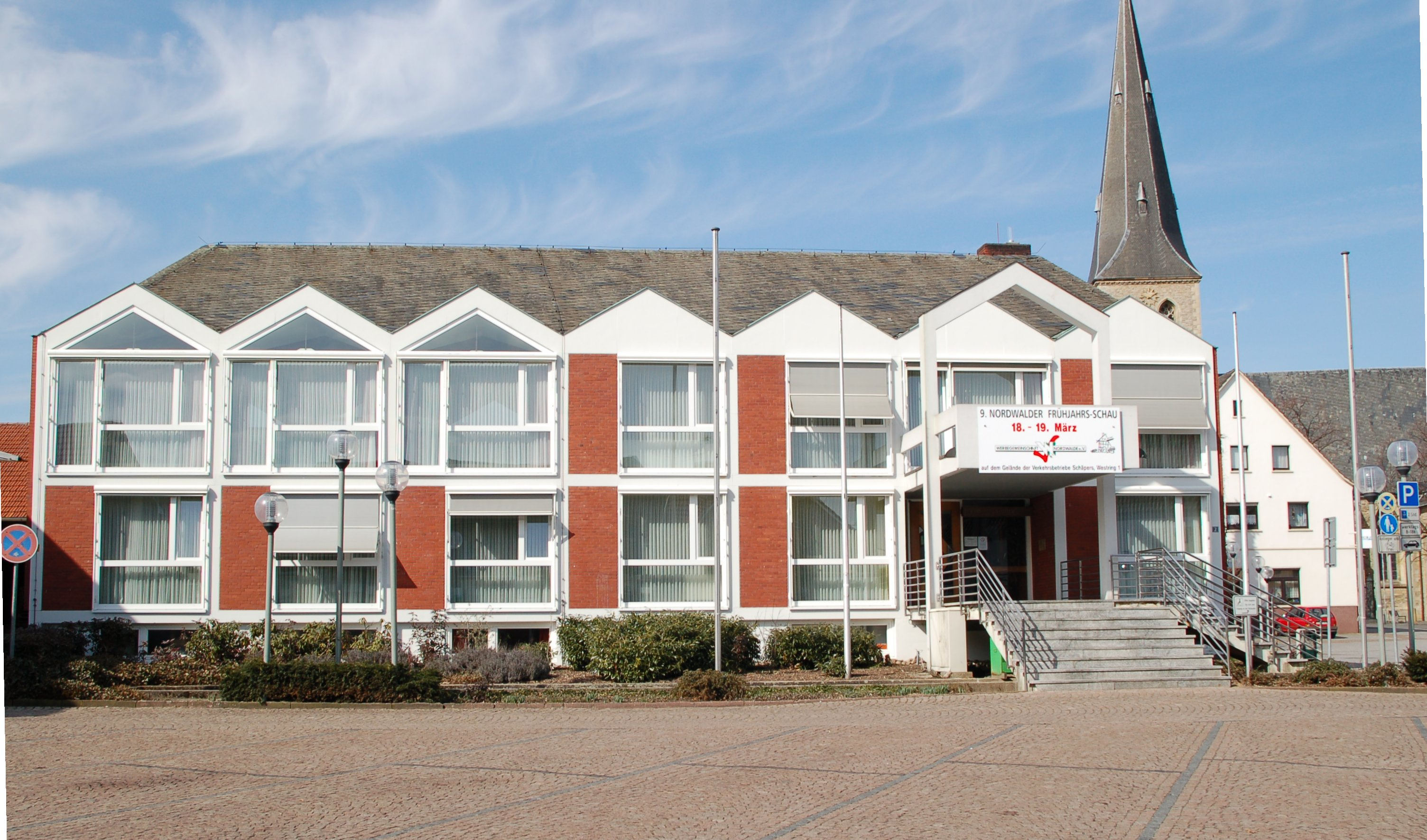
Das ehemalige Rathaus, erbaut 1958 nach Plänen von Harald Deilmann, dem Architekten des Düsseldorfer Rheinturms, abgerissen 2020.

Der Rat der Gemeinde Nordwalde besteht aus 26 Ratsmitgliedern und der Bürgermeisterin. Die Kommunalwahlen am 25. Mai 2014 (im Vergleich die Kommunalwahlen von 1964 bzw. seit 1975) brachten folgendes Ergebnis:
| Partei / Liste                 | 2020 % | 2020 Sitze | 2014 % | 2014 Sitze | 2009 % | 2009 Sitze | 2004 % | 1999 % | 1994 % | 1989 % | 1984 % | 1979 % | 1975 % | … | 1964 % | 1964 Sitze |
| CDU                            | 51,1   | 14         | 52,5   | 14         | 48,7   | 13         | 52,2   | 50,8   | 45,2   | 53,5   | 60,2   | 62,8   | 66,7   | … | 62,0   | 13         |
| SPD                            | 14,2   | 3          | 21,5   | 6          | 22,4   | 6          | 21,1   | 27,7   | 31,7   | 30,4   | 28,6   | 29,5   | 27,5   | … | 21,5   | 4          |
| Unabhängige Wählergemeinschaft | 10,9   | 3          | 11,3   | 3          | 11,7   | 3          | 12,8   | 6,7    | –      | –      | –      | –      | –      | … | –      | –          |
| Bündnis 90/Die Grünen          | 15,5   | 4          | 9,7    | 2          | 7,7    | 2          | 7,6    | 5,9    | 10,8   | 8,6    | 7,0    | –      | –      | … | –      | –          |
| FDP                            | 8,4    | 2          | 5,0    | 1          | 9,3    | 2          | 6,4    | 5,0    | 5,7    | 7,4    | 4,2    | 7,6    | 5,8    | … | 13,7   | 2          |
| Wahlbeteiligung                | 65,0   |            | 62,4   |            | 69,3   |            | 64,3   | 72,3   | 86,2   | 71,2   | 75,0   | 79,7   | 91,8   | … | 86,0   |            |

### Bürgermeister
Bürgermeisterin ist Sonja Schemmann (CDU). Sie wurde bei der Kommunalwahl im September 2020 mit 72,0 % der Stimmen wiedergewählt, ihr Gegenkandidat erhielt 28,0 %; die Wahlbeteiligung lag bei 65,0 %. Im Mai 2014 hatte sie keinen Gegenkandidaten und wurde mit 79,6 % der Stimmen wiedergewählt. Die Wahlbeteiligung betrug 62,4 %. Bei der Bürgermeisterwahl 2009 hatte sie 55,8 % der Stimmen gewonnen, ihr Gegenkandidat erhielt 44,2 %. Als Nachfolgerin von Dietmar Brockmeyer (parteilos) hat sie das Amt im Oktober 2009 übernommen.

### Wappen
Blasonierung: „In Silber drei grüne Hainbuchen, die aus grünem Feld hervorwachsen, auf dem ein silbernes mit goldenem Knauf versehenes Schwert liegt.“
Diese Symbole sind dem Wappen des ehemaligen Schulzenhofes Bisping entlehnt, der neben dem Pröbstinghof als eine historische Keimzelle der heutigen Gemeinde Nordwalde gilt. Das Richtschwert sowie die drei Hainbuchen (Gerichtsbäume) symbolisieren die damalige Hofgerichtsgewalt des Nordwalder Schulzen (vgl. hierzu den Artikel über die Femeiche im münsterländischen Ort Erle).

### Gemeindepartnerschaften
Nordwalde führt zwei Gemeindepartnerschaften, eine mit Amilly im Département Loiret in Frankreich und eine mit Treuenbrietzen in Brandenburg. Der im September 2005 gegründete Partnerschaftsverein koordiniert die vielfältigen Austausche und Kontakte zwischen den Gemeinden. Jedes Jahr fährt eine Delegation aus Nordwalde zum Sabinchenfest nach Treuenbrietzen und zur Fête de l’Europe et Jumelage nach Amilly.

## Infrastruktur und Wirtschaft

### Infrastruktur

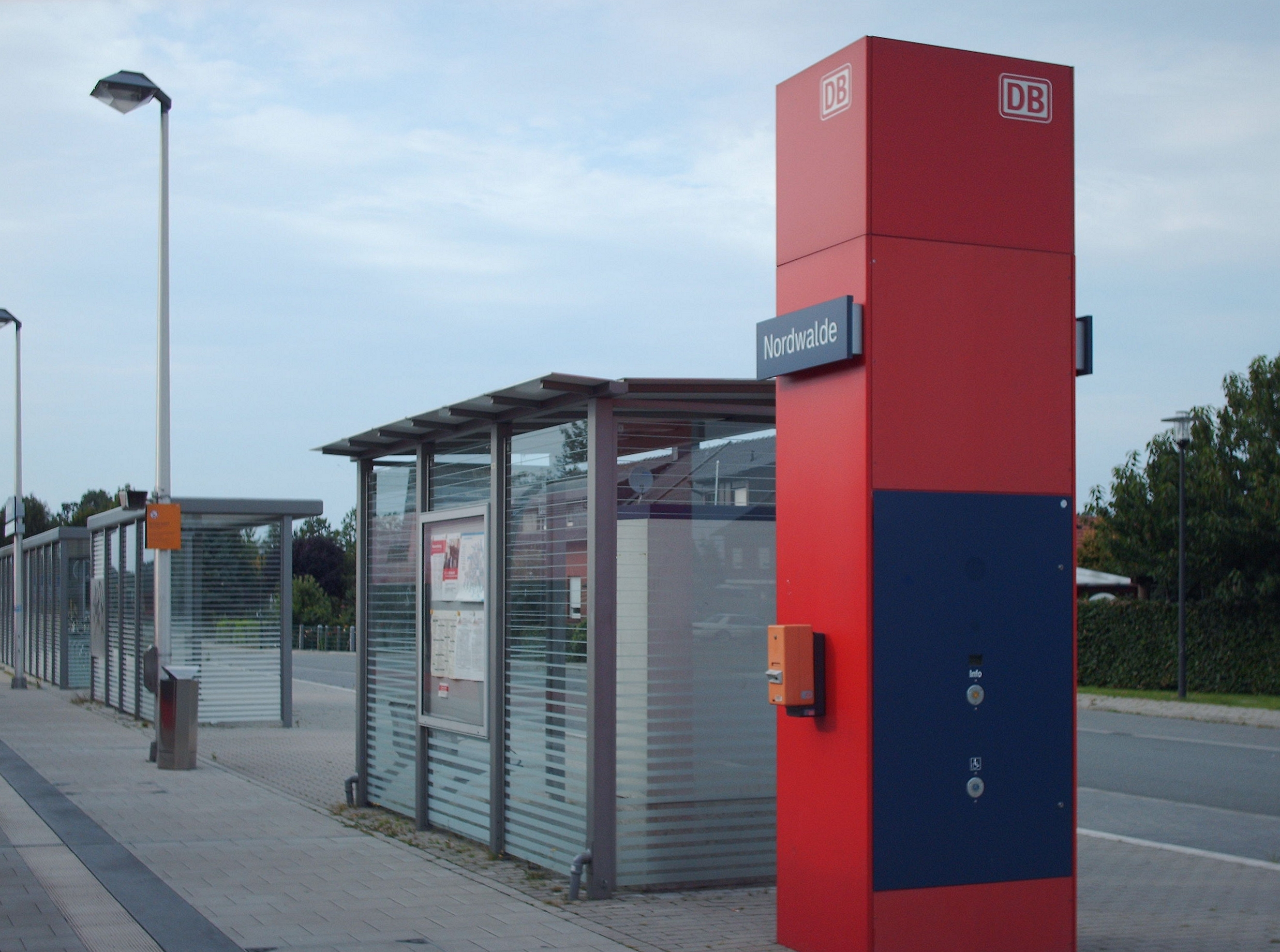
Haltepunkt Nordwalde

Nordwalde ist über die Bundesstraße 54 an das überregionale Straßennetz und das 25 km südlich entfernte Oberzentrum Münster angeschlossen. Zudem führen Kreis- und Landstraßen in alle Nachbargemeinden.
Nordwalde besitzt einen Haltepunkt an der Bahnstrecke Münster–Enschede, hier verkehrt die RB 64, täglich im Stundentakt, zusätzlich verkehren von Montag bis Freitag während der Hauptverkehrszeit Verstärkerzüge zwischen Münster und Gronau, sodass auf diesem Streckenabschnitt während der Hauptverkehrszeiten ein 30-Minuten-Takt besteht.
| Linie | Verlauf | Takt                                                             |
| ----- | --- | ---------------------------------------------------------------- |
| RB 64 | Euregio-Bahn: Enschede – Enschede De Eschmarke – Glanerbrug – Gronau (Westf) – Ochtrup – Metelen Land – Steinfurt-Burgsteinfurt – Steinfurt-Grottenkamp – Steinfurt-Borghorst – Nordwalde – Altenberge – Münster-Häger – Münster Zentrum Nord – Münster (Westf) Hbf Stand: Fahrplanwechsel Dezember 2021 | 60 min 30 min (Burgsteinfurt–Münster nachmittags an Wochentagen) |

Neben der Bahn wird der öffentliche Personennahverkehr von Bussen betrieben. Die Buslinie R73 fährt im Stundentakt von Nordwalde über Altenberge nach Münster bzw. Steinfurt. Zudem verkehren regelmäßig Busse nach Greven und Emsdetten. Nachts wird Nordwalde mit der Nachtbuslinie N5 bedient, die einen ähnlichen Streckenverlauf wie die R73 aufweist.
Nordwalde liegt im Verbundgebiet der Verkehrsgemeinschaft Münsterland (VGM), deren Tarif gilt sowohl für Bus- als auch für Zugfahrscheine.
Der Flughafen Münster/Osnabrück auf dem Stadtgebiet von Greven ist 15 km entfernt. Ebenso befindet sich in ähnlicher Entfernung eine Anschlussstelle an die BAB 1 (Hansalinie).

### Wirtschaft

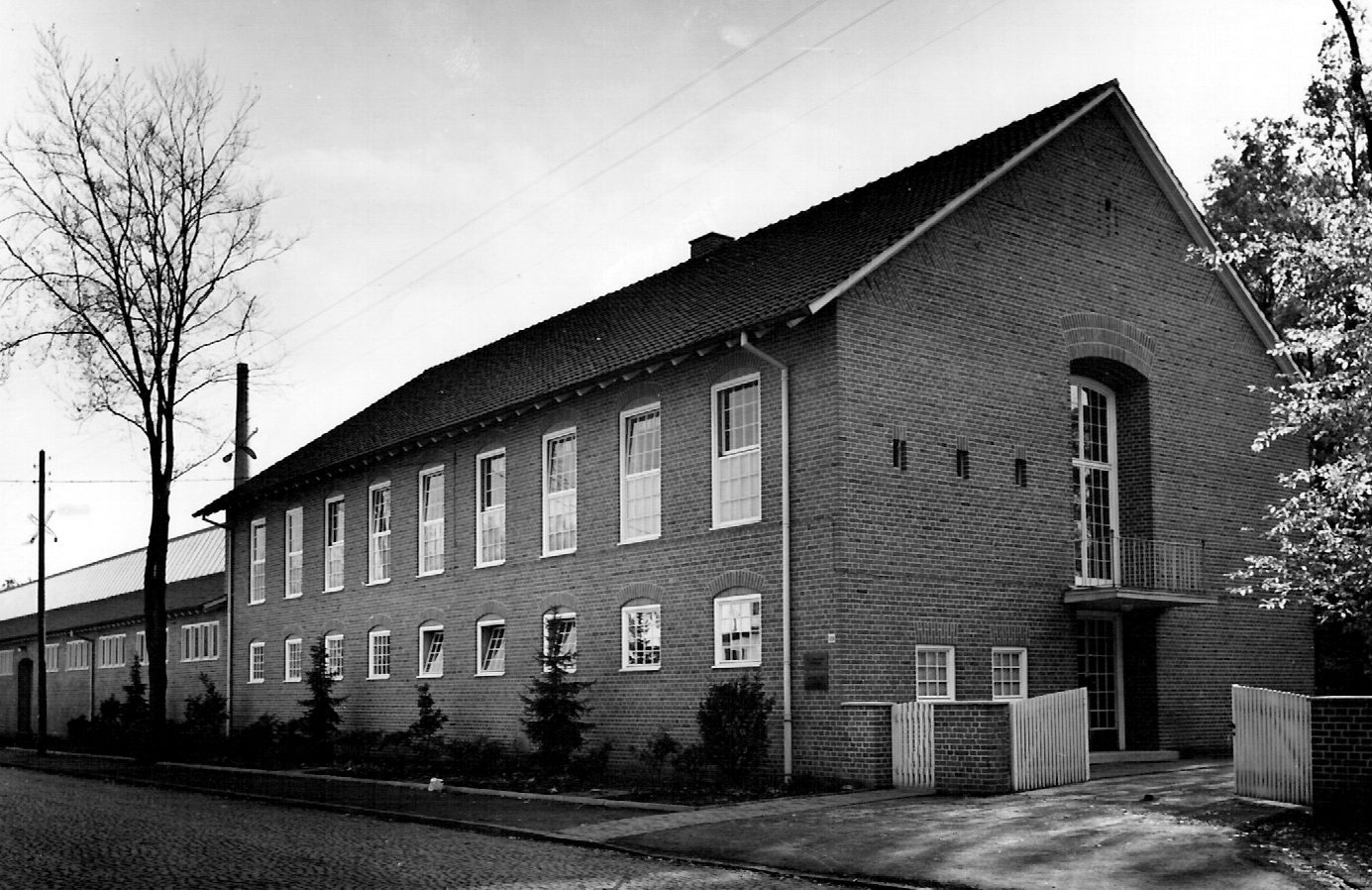
Das 1938 nach Plänen des Architekten und Stadtplaners Heinrich Bartmann gebaute Büro und Lager der Firma C. & F. Fraling (Abb.) ist heute Teil eines Einkaufs- und Gewerbeparks.

Nordwalde ist ein traditionell landwirtschaftlich geprägter Ort. Daneben entwickelte sich stark die Textilindustrie mit zwei Webereien (Fa. C. & F. Fraling und Fa. Temme & Cie, später in Fa. Fraling aufgegangen) und einer Spinnerei (Fa. Nordwalder Baumwoll Spinnerei Gebrüder Wattendorff) und brachte reichlich Arbeit und Wohlstand. Seit Schließung der Textilbetriebe in den 1990er Jahren bzw. 2006 (Wattendorff) setzt Nordwalde auf die Ansiedlung mittelständischer Unternehmen, die von der günstigen Verkehrslage profitieren.

#### Ansässige Unternehmen
Größter Arbeitgeber sind heute die Hengst-Filterwerke.
Im Auftrag der Bundestagsverwaltung stellte die in Nordwalde ansässige Firma Trendelkamp drei verschiedene Versionen des Bundesadlers als Reliefskulpturen für die Plenarsäle im damals neuen Bundestagsgebäude in Bonn sowie im Berliner Reichstagsgebäude her.

### Gasbohrungen
Der Energiekonzern ExxonMobil kündigte im September 2010 an, in Nordwalde Probebohrungen nach unkonventionellem Gas durchzuführen. Gegen dieses Vorhaben wendeten sich seither zahlreiche Anlieger und Einwohner des Ortes, sie organisierten sich vielfach in der Interessengemeinschaft „Gegen Gasbohren“. Die Proteste gegen das geplante Fracking-Verfahren erzielten bundesweite Aufmerksamkeit und werden von den politischen Gremien der Gemeinde mitgetragen.

## Kindergärten und Schulen

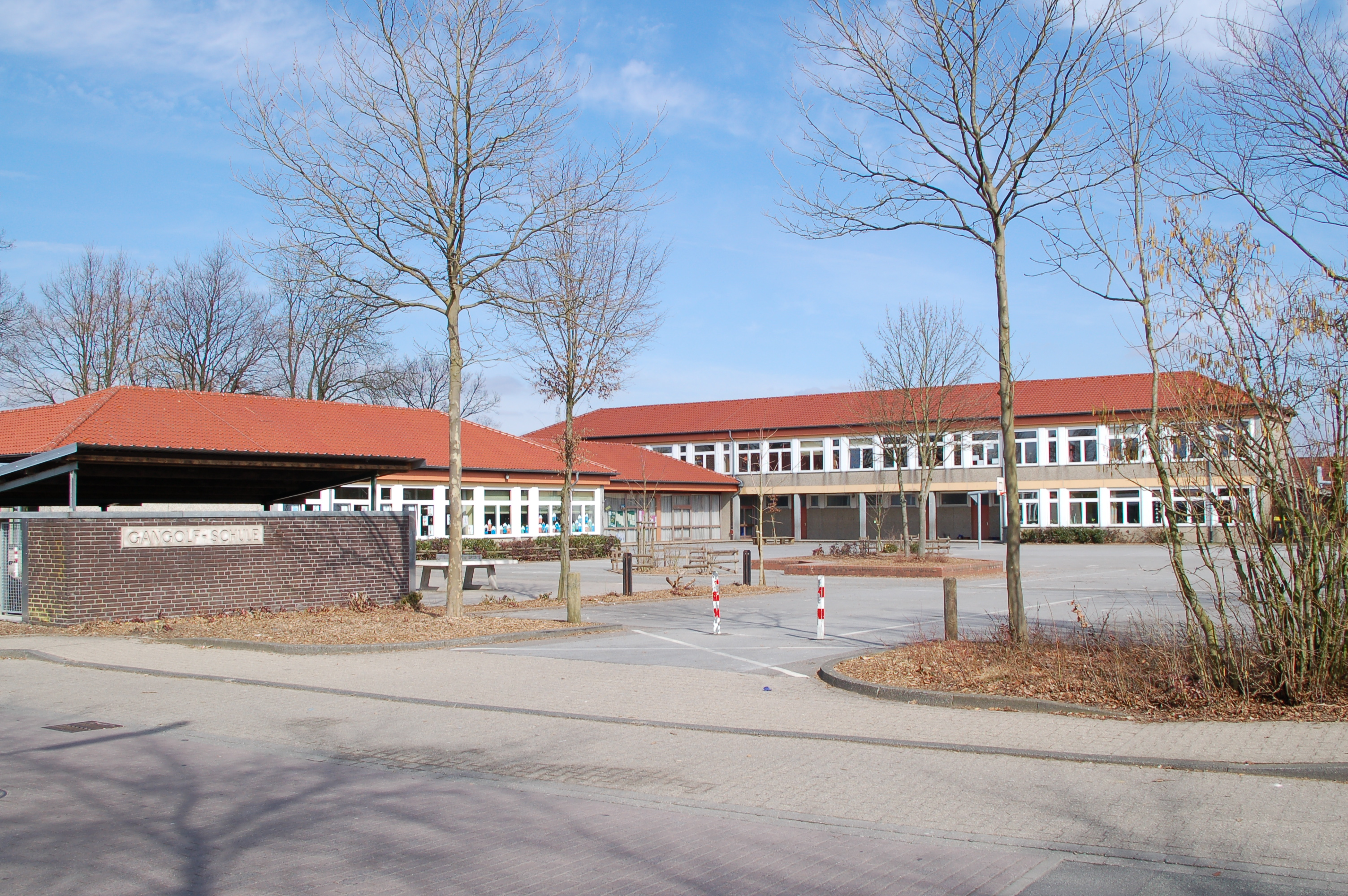
Die Gangolf-Grundschule

Die katholische Kirche unterhält den Wemhoff- und den Im Wiesengrund-Kindergarten. Daneben bestehen noch ein Kindergarten der Arbeiterwohlfahrt und des Deutschen Roten Kreuzes in Nordwalde.
In Nordwalde gibt es mit der Gangolf- und der Wichernschule zwei Grundschulen, die zwei- bzw. dreizügig geführt werden. Außerdem verfügt Nordwalde über die Kardinal-von-Galen-Gesamtschule, die aus der gleichnamigen Hauptschule hervorging. Im Jahr 1999 schloss sie ihre Aufbauphase ab und vergab zum ersten Mal Abiturzeugnisse. Die nächstgelegene Universität befindet sich in Münster.
Die Gemeinde Nordwalde ist Mitglied des kommunalen Zweckverbands „Volkshochschule Zweckverband Steinfurt“ und der „Musikschule Steinfurt, Altenberge, Horstmar, Laer, Nordwalde“.

## Spielplätze
Nordwalde ist in der Umgebung bekannt für einige verschieden gestaltete Spielplätze. Seit 2016 kümmert sich der Förderverein Nordwalder Spielplätze um die Erneuerung, Umgestaltung und Neuplanung der Spielplätze. Als letztes wurde im Juli 2020 der Spielplatz im Baugebiet Am Speicher errichtet.

## Kultur und Sehenswürdigkeiten

### Musik- und Kulturgruppen
In Nordwalde widmen sich verschiedene Institutionen, Vereine und Gruppen der Kultur und der Musik. So entstand der „Mach was!“-Verein aus einem Kinderchor, der verschiedene Musicals aufführte. Weitere Gruppen sind:
- Band 42 Pounds
- Band Parkhotel Brewers
- Blockflötensemble
- Der Band heißt Horst
- Drumkid Techno DJ & Producer
- Frauenchor
- Gesellschaft für biografische Kommunikation e. V.
- Jagdhornbläser
- „Kiepenkerl“-Männerchor
- Kinderchöre an den Nordwalde Grundschulen
- Kirchenchor der evangelischen Kirchengemeinde Nordwalde-Altenberge
- Kirchenchor St. Dionysius Nordwalde
- Mädchenkantorei St. Dionysius Nordwalde
- Männergesangverein Rheingold Nordwalde von 1926
- Musikzug Hubertus e. V.
- Pfarrorchester St. Dionysius Nordwalde
- Posaunenchor der evangelischen Kirchengemeinde Nordwalde-Altenberge
- Renaissancechor „venestra musica“
- Seniorenchor St. Dionysius Nordwalde
- Tanzgruppe des Heimatvereins

Die kirchenmusikalischen Aktivitäten in Nordwalde werden durch den „Förderkreis Kirchenmusik Nordwalde“ koordiniert. Hierzu gehört – neben dem traditionellen Adventskonzert der evangelischen und katholischen Kirchengemeinde – insbesondere die jährlich stattfindende „Internationale Nordwalder Orgelwoche“.

### Katholische öffentliche Bücherei (KÖB)
Seit über 135 Jahre existiert die Bücherei in ihrer Gemeinde. Als KÖB ist sie jedem Mitmenschen frei zugänglich und in katholischer Trägerschaft. Sie verfügt über rund 7500 Medien, hat eine aktive Leserschaft von 1500 Menschen und wird von ca. 40 ehrenamtlichen Mitarbeitern verwaltet. Seit 2008 ist der neu ausgebaute Südflügel der St.-Dionysius-Kirche der Standort der Bücherei.

### Pfadfinder
Eine große Gruppe der DPSG (Deutsche Pfadfinderschaft Sankt Georg) ist seit 1954 im Ort ansässig und aktiv.

### Sehenswürdigkeiten

#### Pröbstinghof
Der Pröbstinghof, ein alter sächsischer Haupthof, wurde erstmals im Jahr 1265 urkundlich erwähnt. „Pröbstinghof“ bedeutet Hof des Propstes, d. h. des Dompropstes zu Münster, dem der Hof seit der Güterteilung zwischen dem Bischof von Münster und dem Domkapitel gehörte. Der Propst ließ von diesem Hof aus bei den Nordwalder Bürgern das sogenannte Wortgeld im Auftrag des Bischofs eintreiben. Heute ist vom Pröbstinghof nur noch der mittelalterliche Spieker (Speicher) erhalten; er wird von den Franziskanerinnen von Münster Mauritz mit genutzt.

#### Bispinghof

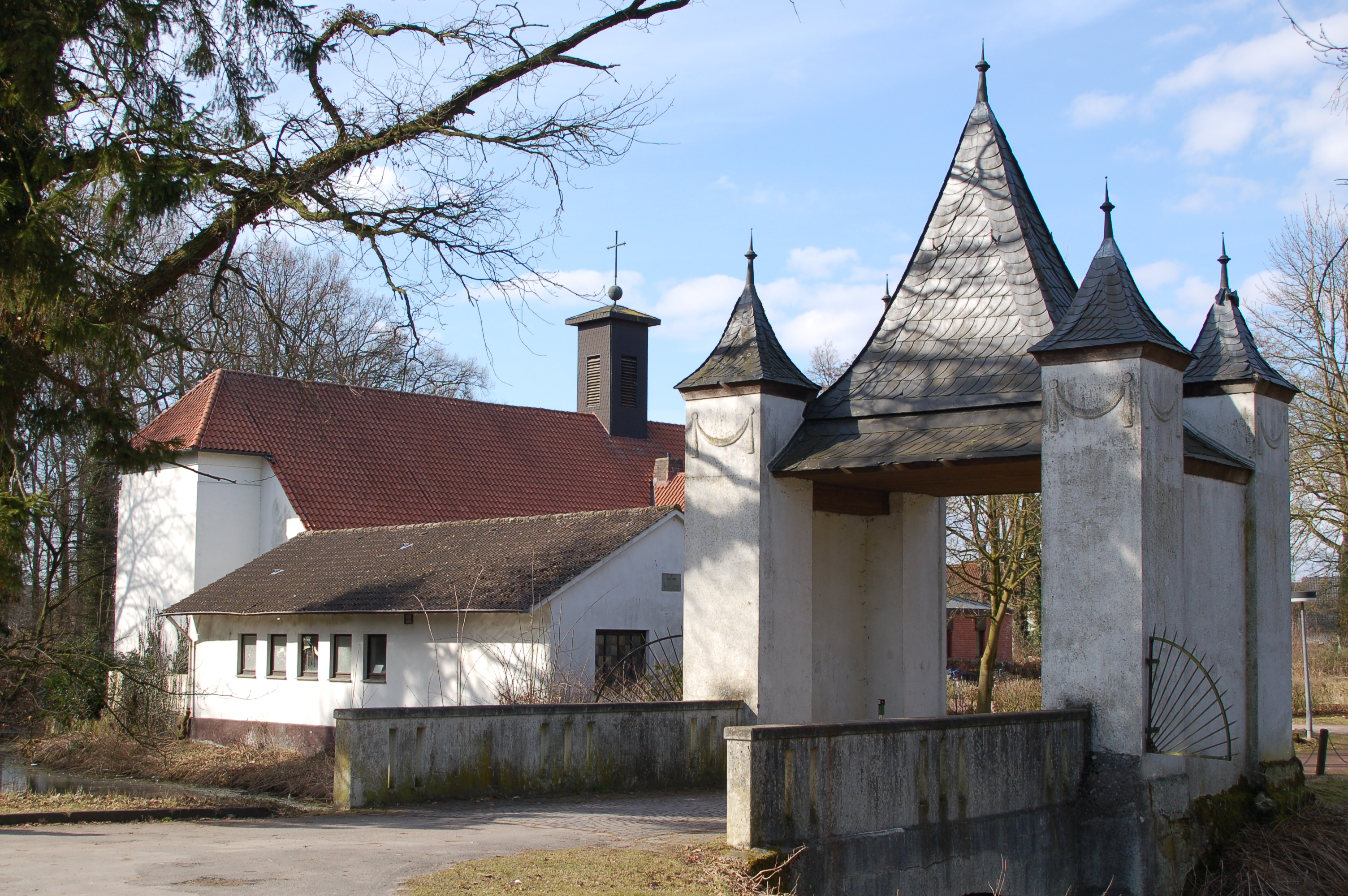
Torzugang zum Bispinghof;
im Hintergrund das umgebaute „Kornhaus“ aus dem 17. Jahrhundert (die heutige ev. Kirche)

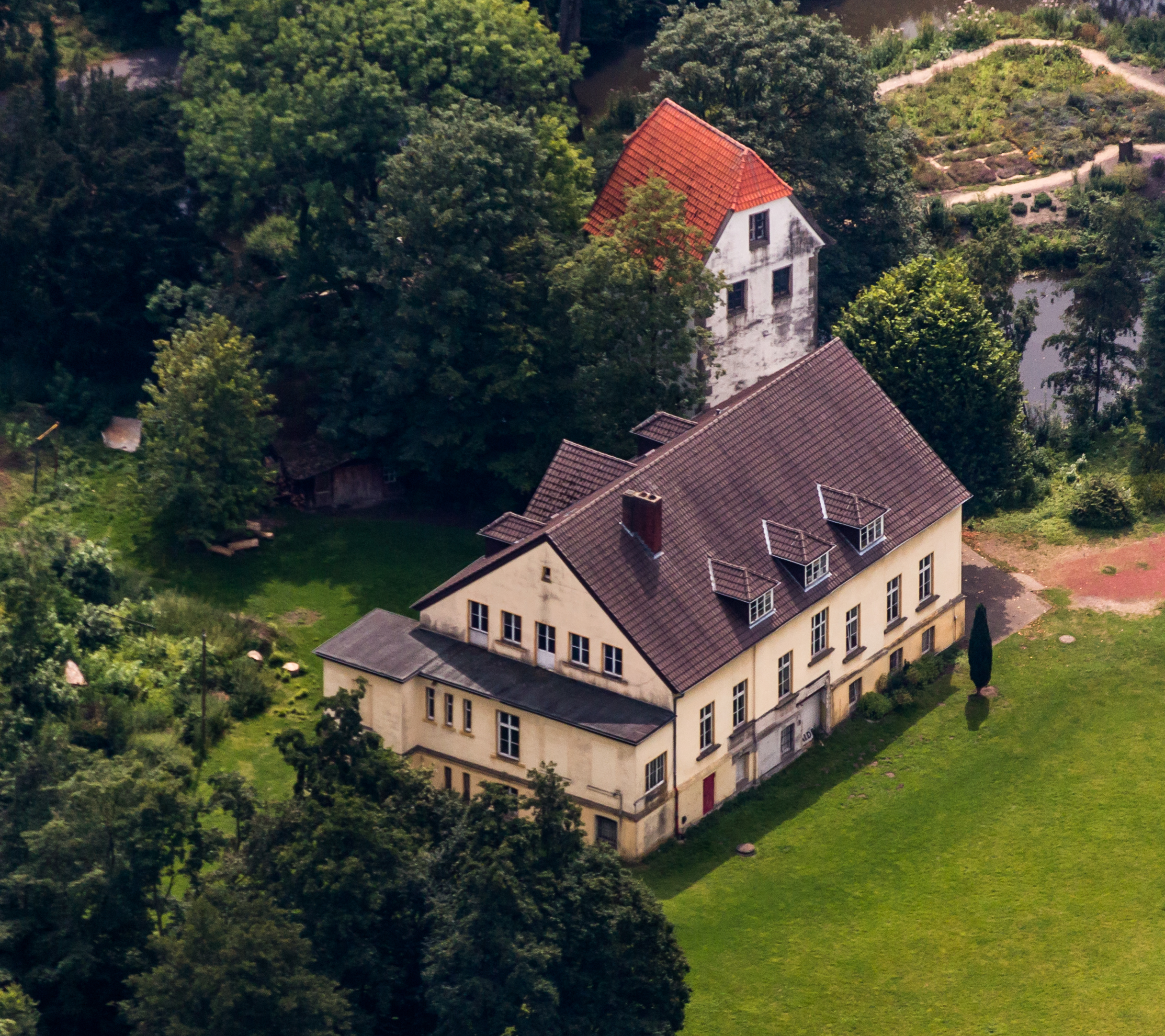
Luftbild des Gutshauses und des Spiekers (2014)

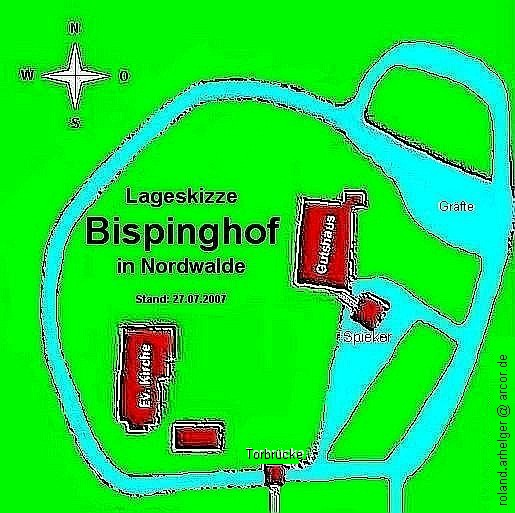
Heutige Gebäude auf dem Bispinghof

Zu dem seit 1180 bestehenden Hochstift Münster zählte auch der zweite sächsische Haupthof, der sogenannte „Bispinghof“ (bedeutet Hof des Bischofs). Durch den historischen Torzugang über die noch heute vom Hellbach mit Wasser gespeiste Gräfte gelangt man auf das damalige Hofgelände. Von den mittelalterlichen Hofgebäuden ist lediglich der restaurierte Spieker (Speicher) im Originalzustand erhalten geblieben. Er befindet sich auf einer Insel in der Gräfte und diente damals zugleich als Bergfried. Das über 300 Jahre alte „Kornhaus“ wurde in den 1950er Jahren zum Kirchengebäude umgebaut und 1952 als Christuskirche, der erste und einzige evangelische Kirchenbau in Nordwalde, eingeweiht. Später wurde dem ehemaligen „Kornhaus“ noch ein kirchlicher Anbau hinzugefügt. Sowohl das ehemalige Herrenhaus als auch der Speicher wurden vom evangelischen Diasporawerk viele Jahre als Kinderheim genutzt. Das nahezu im Originalzustand erhaltene Gutshaus auf dem Hofgelände wurde erst im 19. Jahrhundert errichtet. Ende des 16. Jahrhunderts wurde nördlich zur äußeren Gräfte, außerhalb des Hofgeländes, eine Wassermühle zur Gewinnung von Pflanzenöl aus Raps, Flachs und Rüben errichtet. Das heute noch als Wohnhaus existierende Mühlengebäude wurde im Laufe der Jahre mehrmals umgebaut und eine Zeit lang auch als Molkerei zwischengenutzt.
Im Unterschied zum Pröbstinghof war der Bispinghof dem Bischof von Münster (trotz Güterteilung zwischen Bischof und Domkapitel) unmittelbar unterstellt. Der Schulze des Bispinghofs hatte eine Art weltliche Statthalterfunktion für den Bischof von Münster inne. Die vom Bischof abgeleitete Amts- und Rechtsgewalt des Schulzen erstreckte sich über die Grenzen des Bispinghofes hinaus auf weitere Höfe in der Nordwalder Kirchbauerschaft (vgl. Kirchspiel) und umfasste zum einen die Hofgerichtsbarkeit, im Rahmen derer er als Bauernrichter Rechtsfälle in der Kirchbauerschaft entschied. Diese Gerichtsgewalt spiegelt sich in Form der drei Hainbuchen (Gerichtsbäume) nebst Richtschwert im heutigen Gemeindewappen von Nordwalde wider, dessen Heraldik an das Wappen des Nordwalder Schulzen angelehnt ist. Zum anderen oblag dem Schulzen die bischöfliche Verwaltung sowie die lokale Rechtsetzung in der ihm unterstellten Kirchbauerschaft. Stets am Dreikönigstag (6. Januar) und am Sonntag nach Jakobi (25. Juli) beorderte der Schulze alle Bauern der ihm unterstellten Nordwalder Höfe zur sogenannten „Hofsprache“. Diese Termine nahm der Schulze zum Anlass, neue lokale Rechtsbestimmungen amtlich zu verkünden. Hierzu wurde die fortgeschriebene Hoffsrulle (mittelniederdeutsch für Hofrolle), eine Art Gemeindeordnung, öffentlich vorgelesen. Viele seiner damals erlassenen Bestimmungen sind bis heute überliefert. Dieser regelmäßige Appell hatte darüber hinaus die Funktion einer Volkszählung, zu der die Bauern aktuelle Zahlen über die bäuerliche Bevölkerungsentwicklung berichten mussten. Darüber hinaus durfte der Schulze auf dem Gelände des Bispinghofes ein jeweils befristetes kirchliches Asylrecht gewähren.
Heute ist hier die Bürgerstiftung Bispinghof Nordwalde angesiedelt.

#### Haus Althaus
Das ehemalige Rittergut „Haus Althaus“ war früher durch eine Doppelgräfte vor Eindringlingen geschützt. Ein großes Steinhaus, das Mitte des 18. Jahrhunderts abgerissen wurde, war Vorgängerbau des heutigen Herrenhauses. Zum Hof gehörte auch ein in einem Waldgelände gelegener, durch Wälle und einen Wassergraben abgetrennter Kotten. In diesem wurden in Epidemiezeiten (insbesondere Pest und Typhus) Einwohner mit ansteckenden Krankheiten unter Quarantäne gestellt, was für diese meist den sicheren Tod bedeutete. Mit einer Klapper wurden ortsunkundige Passanten davor gewarnt, den Quarantänebezirk zu betreten (im Volksmund daher Klapperstadt oder Klapperkamp genannt). Von Juli 1505 bis 1727 befand sich Haus Althaus als Lehen der Dompropstei Münster im Besitz der Herren von Althaus (auch Herren von Oldenhues genannt). Ab 1727 ging das Rittergut in den Lehensbesitz der Familien Prysing und von Kaas über, bis die Dompropstei Münster das Lehen im Jahr 1772 mangels genügender Erträge gegenüber den Lehensnehmern aufkündigte. Seit 1875 befindet sich Haus Althaus im Eigentum des Fürsten zu Bentheim-Steinfurt.

#### Barockorgel in der St.-Dionysius-Kirche

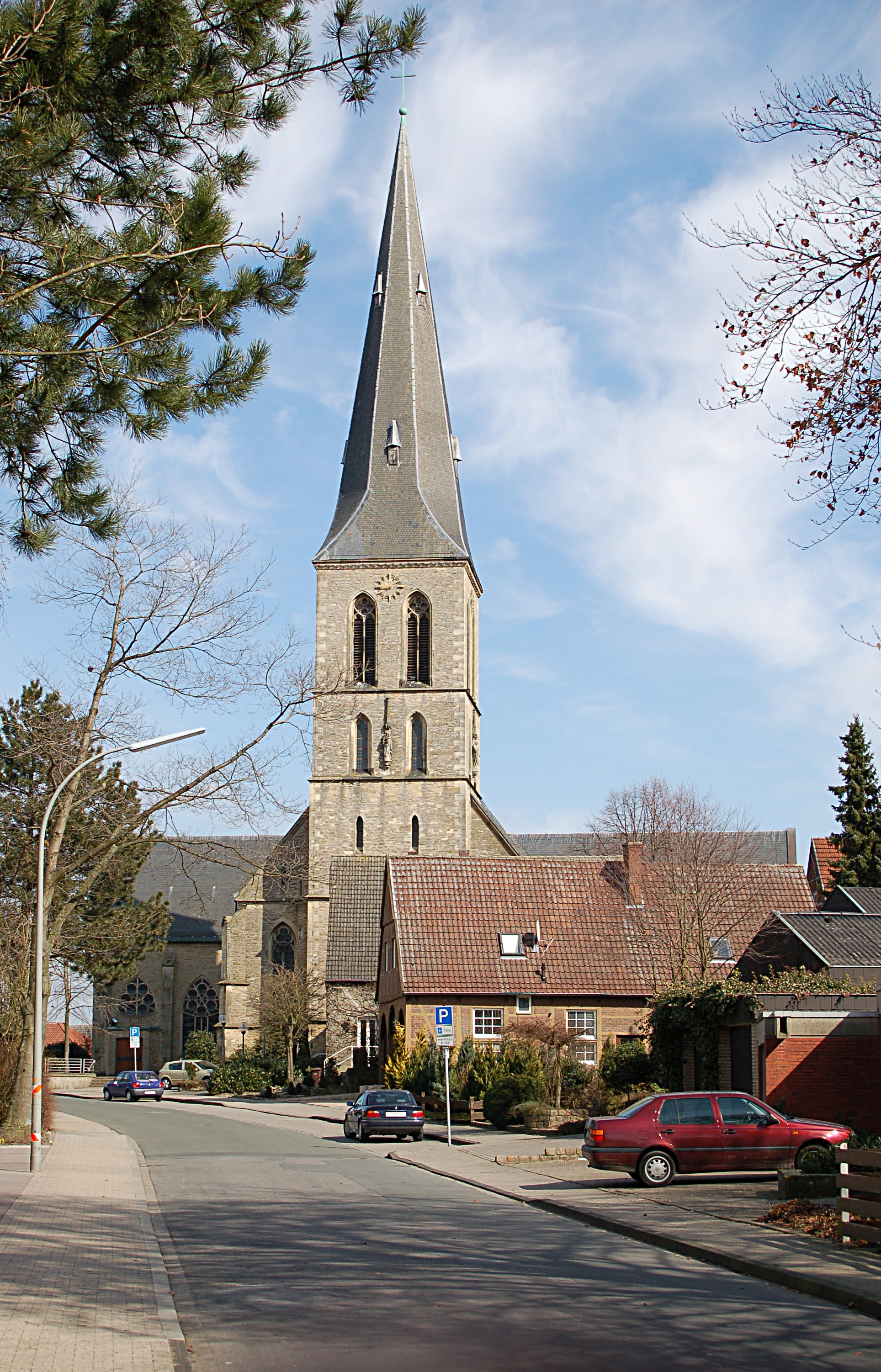
St.-Dionysius-Kirche

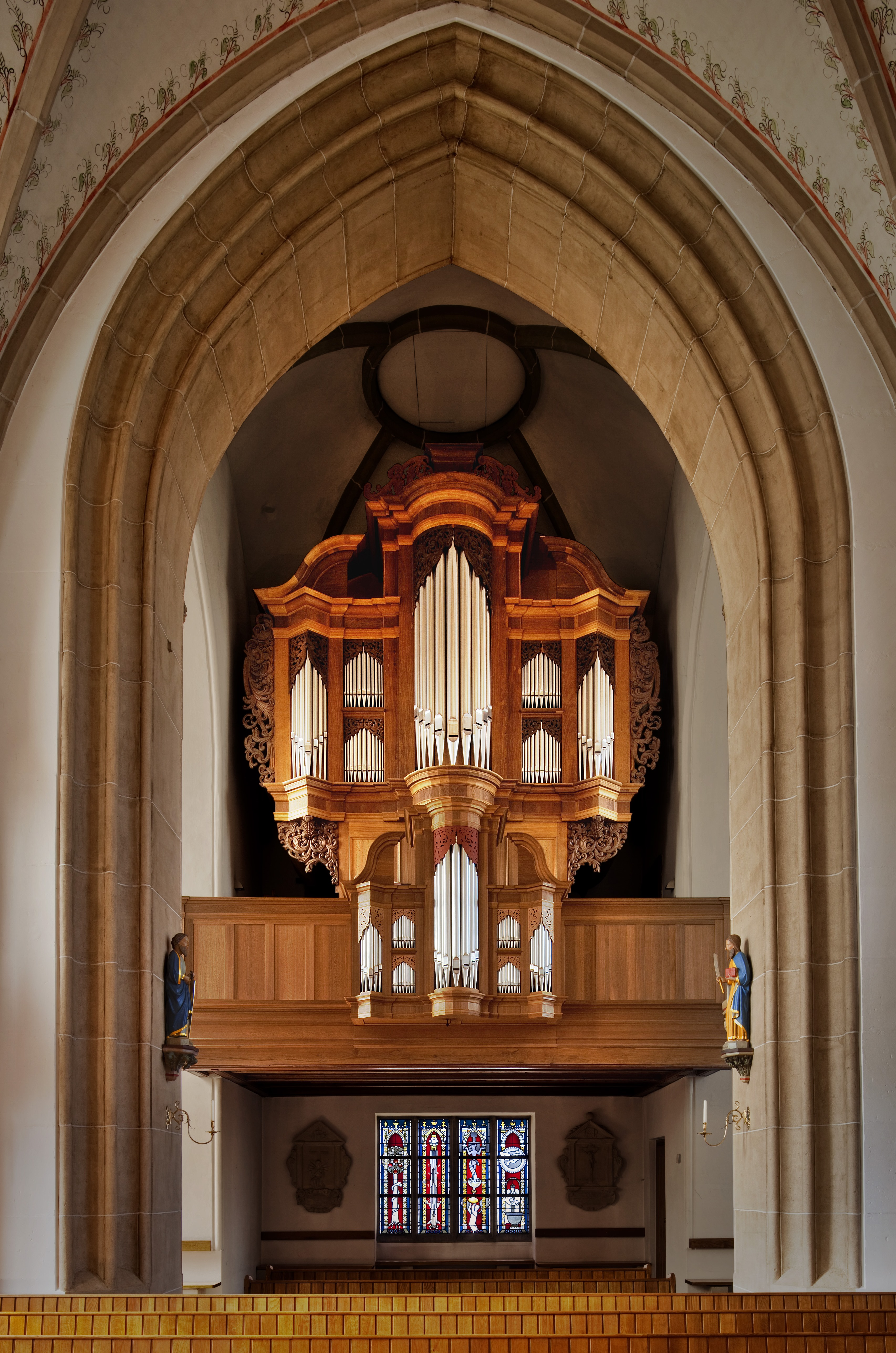
Die Barockorgel in St. Dionysius

In der katholischen St.-Dionysius-Kirche steht mit der Barockorgel von Mencke/Bensmann ein Kleinod westfälisch-norddeutscher Orgelbaukunst. In der münsterländischen Orgellandschaft ist diese Orgel eine Rarität. Die Orgel steht seit dem Jahr 2000 unter Denkmalschutz; sie wird jährlich im Rahmen der „Internationalen Nordwalder Orgelwoche“ einem überregionalen und internationalen Publikum vorgestellt. 2006 wurde erstmals ein Konzert des „Internationalen Orgelfestivals Westfalen-Lippe“ aufgeführt.

#### Kapelle im Altenzentrum St. Augustinus
Das Altenzentrum St. Augustinus verfügt über eine kleine Kapelle, in der Gottesdienste und Andachten gefeiert werden. Interessant sind die Wände, die fast komplett aus Mosaikfenstern bestehen und damit die Kapelle hell ausleuchten. Auf diesen ist die Schöpfungsgeschichte dargestellt. Rechts neben dem Eingang die Tage eins bis vier, links die Tage fünf und sechs.

#### Altes Feuerwehrhaus

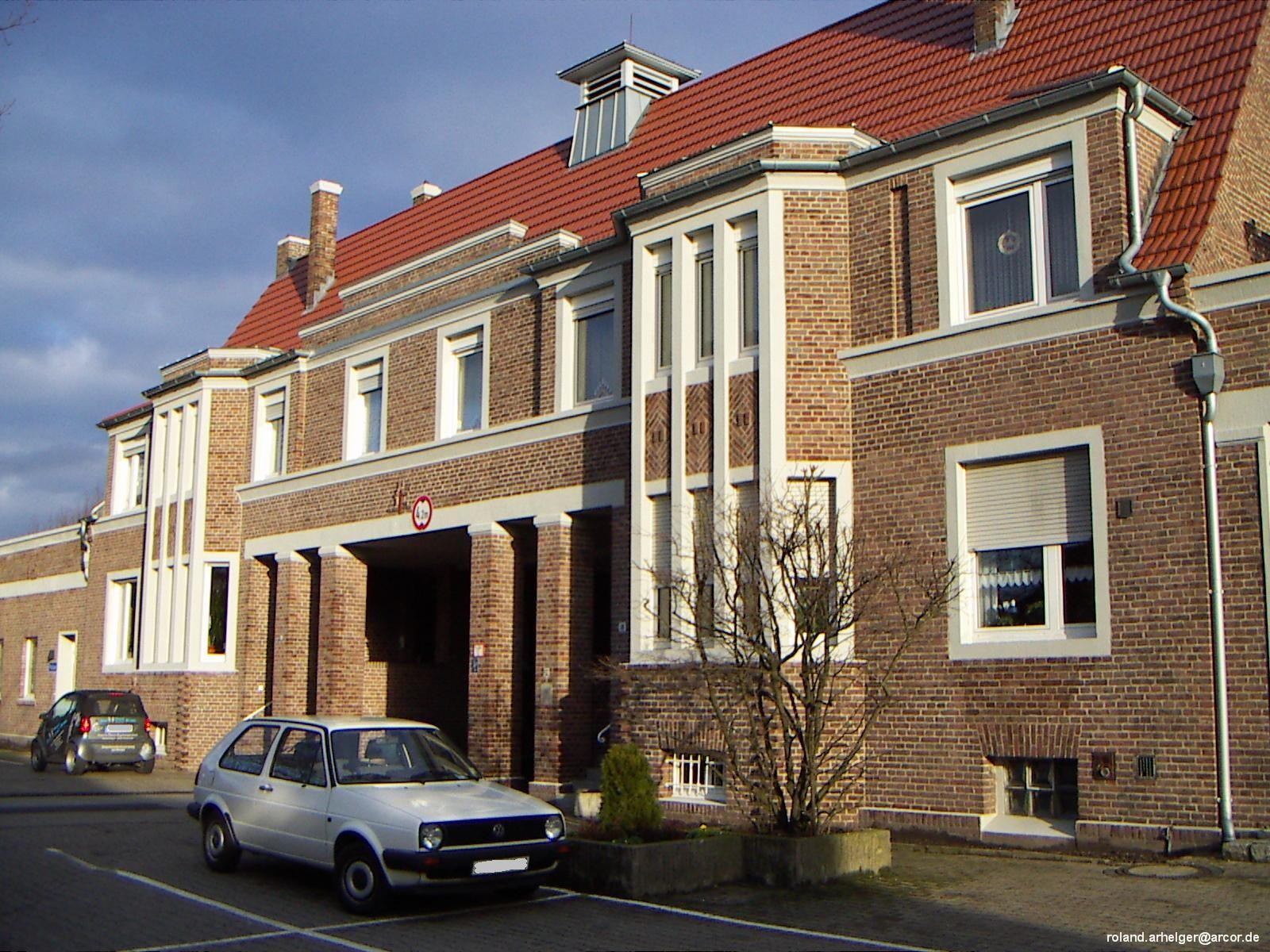
Altes Feuerwehrhaus

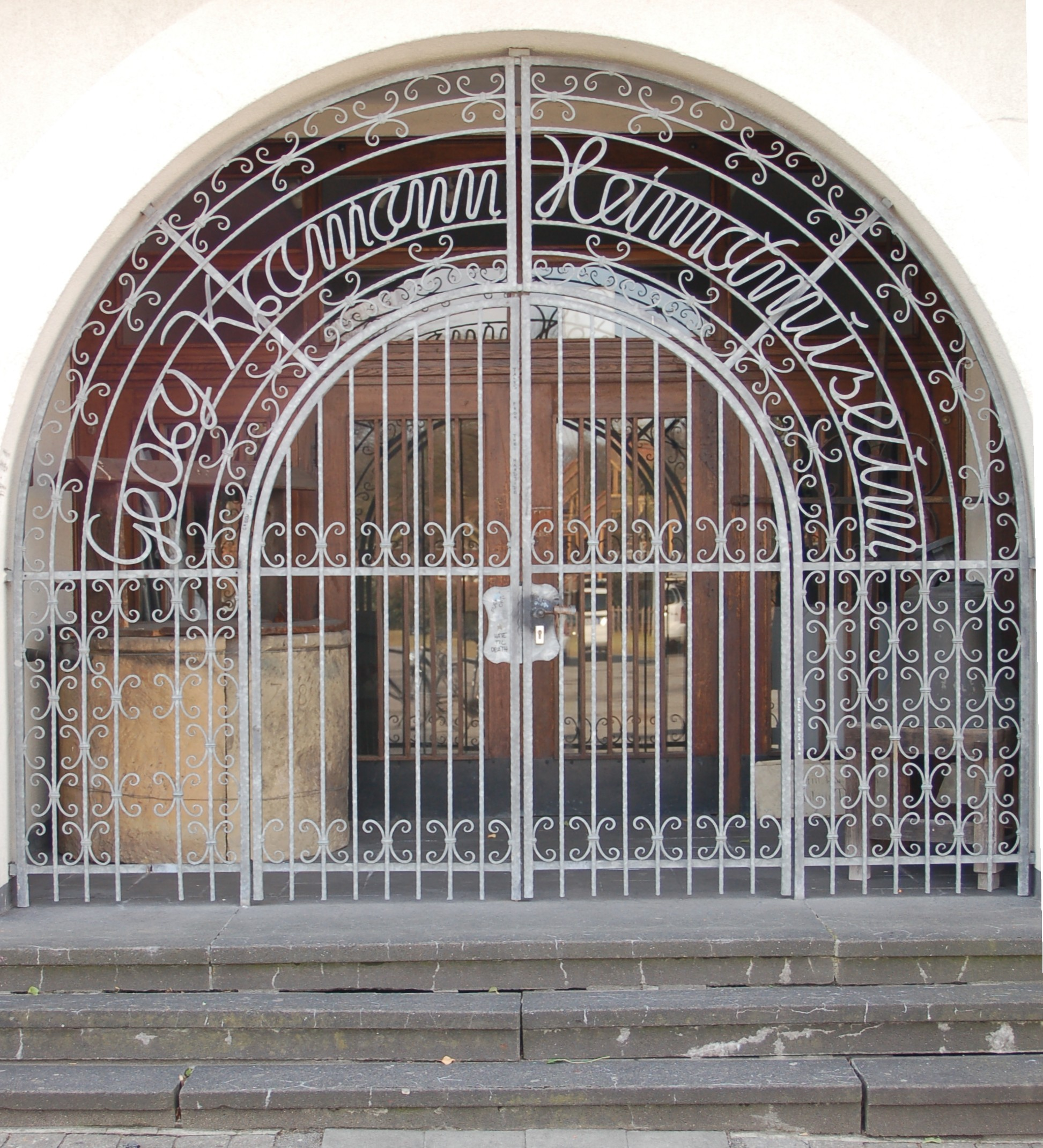
Eingang zum Heimatmuseum

Das 1926 gebaute ehemalige Feuerwehrhaus an der Ecke Emsdettener Straße/Krummer Timpen steht seit 1991 unter Denkmalschutz. Mit seinem charakteristischen, ein wenig an das Brandenburger Tor erinnernden Straßenüberbau und einem 18 Meter hohen, zur Schlauchtrocknung aus Holz errichteten Steigerturm stellt es ein architektonisches Kleinod aus den 1920er Jahren dar. Während die Freiwillige Feuerwehr Nordwalde mittlerweile in ein modernes Feuerwehrhaus umgezogen ist, befindet sich in einem Seitentrakt des Alten Feuerwehrhauses noch heute die Nordwalder Polizeiwache. Die ehemalige Garage der Feuerwehr wird heute als Bistro-Café „Brandenburger Tor“ genutzt.

#### Heimatmuseum
Das Georg-Kramann-Museum wird vom Heimatverein unterhalten und gibt einen Einblick in die Geschichte Nordwaldes und das Leben seiner Bewohner. Das Gebäude diente bis 1973 als Teil der Dorfschule.

### Sport
Die Gemeinde Nordwalde bietet ein umfangreiches Sportangebot. Vornehmlich ist dieser in folgenden Vereinen organisiert:
- SC 28 Nordwalde – Der meist kurz „SCN“ genannte Verein, 1928 aus dem Vorgängerverein DJK Concordia Nordwalde hervorgegangen, ist der mitgliederstärkste Sportklub des Ortes. Er verfügt über ein breites Angebot an Hallen- und Outdoor-Sportarten und betreibt ein eigenes Fitnesscenter namens „Eimermacher Vital“. Die Handballabteilung spielt in der Landesliga.
- 1. FC Nordwalde – Dieser Fußballverein wurde 1994 gegründet. Er verfügt über 3 Senioren-, 1 Alte-Herren-, und 14 Juniorenmannschaften mit etwa 630 Mitgliedern. Die 1. Mannschaft spielt gegenwärtig in der Bezirksliga.
- TC 21 Nordwalde – Der TC betreibt u. a. eine Ü-60 Herrenmannschaft in der höchsten deutschen Spielklasse, der Regionalliga. Die vereinseigene Anlage mit sechs Tennisplätzen und Clubheim befindet sich an der Emsdettener Straße.
- Bewegungs-Sport-Gemeinschaft Nordwalde e. V. – Die „BSG“ ist 1964 als Versehrtensportverein entstanden, bietet inzwischen aber ein umfangreiches Angebot auch für Menschen ohne Beeinträchtigung an. Schwerpunkte sind Wassergymnastik, Reha-Angebote, Bewegungsspiele und das Ablegen des Sportabzeichens. Im Leistungssport ist die BSG auf Landesebene erfolgreich, wurde u. a. mehrfach Landesmeister im Hallenboccia.
- KSC 88 Nordwalde – Der Sportkegelverein wurde 1988 gegründet.
- SK Königsspringer Nordwalde – Der Schachklub spielte in den 1980er und 1990er Jahren lange in der 2. Schach-Bundesliga.
- RuF Nordwalde – Reit- und Fahrverein Nordwalde (Reithalle am Kreisverkehr Grevener Straße/Umgehungsstraße L555).

Die am Freiluftsport orientierten Vereine teilen sich das gemeindeeigene Sportgelände an der  Denkerstiege mit einem Rasenplatz mit vier 400 m und sechs 100 m Bahnen und weiteren Leichtathletik  Einrichtungen, einem Trainings-Rasenplatz, einem Kunstrasenplatz, einem Kleinfeldplatz, Beachvolley- und Basketball-Plätze, Boulebahnen etc.
Für die Hallensportarten werden die drei Sporthallen der ortsansässigen Schulen – Kardinal-von-Galen-Gesamtschule, Gangolf-Schule und Wichern-Schule – genutzt.
Zwischen Nordwalde, Altenberge und Greven wurde 2004 der erste integrative Reitweg Deutschlands eingerichtet. Dieser ist auf die Bedürfnisse von Reitern mit Behinderung ausgerichtet.

### Regelmäßige Veranstaltungen

#### Schützenfeste und Tanz in den Mai
Nordwalde verfügt über acht Schützenvereine, die bis auf die Frauenschützen alle unter dem Dach der Vereinigten Schützen Nordwalde organisiert sind. Die Historie mehrere Vereine reicht nachweislich bis ins 16. bzw. 17. Jahrhundert zurück.
Die Schützenfestsaison beginnen die Westeroder am ersten Maiwochenende, nachdem zuvor auf dem Festzelt ein „Tanz in den Mai“ stattgefunden hat. An Pfingsten findet das Schützenfest im Scheddebrock statt; eine Woche später, am Dreifaltigkeitswochenende, feiert der einzige Junggesellenverein, die Dreifaltigkeitsbruderschaft Dörper Jungs, sein Fest. Am Wochenende nach Fronleichnam folgt die Suttorfer St.-Antonius-Bruderschaft. Außerdem feiern in Nordwalde am ersten Wochenende im Juli die St.-Dionysius-Bruderschaft der Männer, der älteste Verein am Ort, dessen Geschichte mindestens bis 1589 zurückreicht, sowie die Dionysius-Schützenbruderschaft der Feldbauerschaft, der Bürgerschützenverein (3. Wochenende im August) und der Verein der Frauenschützen (ältester Frauenschützenverein Deutschlands, gegründet 1989) ihre Schützenfeste. Bei den Vereinen der Westeroder und Scheddebröcker ist es Tradition, in jedem Jahr zwei Könige auszuschießen (Junggesellen- und Verheiratetenkönig). Seit 2021 feiern die St.-Dionysius-Bruderschaft der Männer, der Bürgerschützenverein und die Frauenschützen ein gemeinsames Schützenfest.

#### Osterfeuer
In der Bauerschaft Suttorf gibt es in jedem Jahr am Ostersonntag ein öffentliches Osterfeuer. Die Flamme zum Entzünden des Feuers wird aus der katholischen Kirche von der Osterkerze geholt. Veranstaltet wird das Osterfeuer von der St.-Antonius-Bruderschaft Suttorf.

#### Kinderflohmarkt
An einem Freitagnachmittag Anfang September organisiert die CDU-Frauenunion Nordwalde einen Flohmarkt für alle Nordwalder Kinder. Mit den Erlösen der dabei verkauften Waffeln werden die Eintrittspreise zu einer Aufführung der Reckenfelder Freilichtbühne am Jahresende in Nordwalde familienfreundlich gesenkt. Der Kinderflohmarkt fand letztmalig 2017 statt.

#### Nordwalder Biografietage
Seit 2008 veranstaltet die Gesellschaft für biografische Kommunikation e. V. die „Nordwalder Biografietage“. Diese finden jeweils am Wochenende vor der Herbstkirmes statt. Auf der dreitägigen Veranstaltungsreihe werden – unter jährlich wechselndem Leitthema – Lebensgeschichten in Form von Lesungen, Vorträgen, Gesprächen, Foto- und Kunstausstellungen oder Musik-, Film- und Theatervorführungen präsentiert. Die Biografietage erreichen jährlich mehrere hundert Besucher und finden inzwischen deutschlandweite Medienresonanz.

#### Nordwalder Herbstkirmes
Die Herbstkirmes fand bis zum Jahr 2013 jährlich an folgenden Tagen statt:
- in Jahren mit fünf Septembersonntagen beginnend am letzten Samstag im September bis zum darauffolgenden Montag bzw.
- in allen übrigen Jahren beginnend am Samstag vor dem ersten Oktobersonntag bis zum darauffolgenden Montag.

Durch einen Beschluss des Gemeinderates vom 10. Dezember 2013 beginnt die Kirmes fortan jährlich am Samstag vor dem ersten Oktobersonntag und endet am darauffolgenden Montag.
Falls der Tag der Deutschen Einheit auf den vorhergehenden Freitag oder den nachfolgenden Dienstag fällt, wird die Kirmes entsprechend um einen Tag verlängert. Das bunte Treiben findet im Ortskern rund um die St.-Dionysius-Kirche statt.
Nach der offiziellen Eröffnung auf der Rathaustreppe werden dort Lebkuchenherzen an die Kinder verteilt. Allein diese Tradition lockt neben zahlreichen Nordwaldern auch viele Auswärtige zum Start der Kirmes in den Ort. Die Schausteller der Kirmes sind jedes Jahr überwiegend dieselben und stehen auch am selben Ort wie im Vorjahr. Ausnahme hierbei ist ein jährlich wechselndes „Überraschungsfahrgeschäft“. Dies lockt viele Nordwalder bereits vor dem Beginn der Kirmes zu den Baustellen – jeder möchte gerne wissen, was es in diesem Jahr Besonderes gibt.
Am Kirmesmontag wird eine Stunde Freifahrt ausgegeben. Ursprünglich organisierte dies der Nordwalder Geschäftsmann Bernhard Kalhoff, der für die „nicht so reichen“ Kinder die Betreiber der Karussells bezahlte. Diese Tradition wurde nach seinem Tod von der Werbegemeinschaft weitergeführt und gilt heute für alle Kinder, die zwischen 12 und 13 Uhr am Montag auf der Kirmes fahren möchten – und auch noch einen Platz bekommen. Die örtlichen Schulen bekommen an diesem Tag eher schulfrei, damit auch schulpflichtige Kinder in den Genuss der Freifahrt kommen. Auch viele Nordwalder Betriebe lassen ihre Arbeit am Kirmesmontag spätestens ab 12 Uhr ruhen, um traditionsgemäß gemeinsam über die Kirmes zu gehen.

#### Allerheiligenlauf /  Nordwalder Laufspektakel
Der SC 28 Nordwalde veranstaltet jeweils am Samstag vor Allerheiligen den Allerheiligen-Volkslauf. Kinderläufe werden über einen und zwei Kilometer, ein Jedermannlauf über fünf und der Hauptlauf über zehn Kilometer angeboten. Im Fünf-Kilometer-Jedermannlauf gibt es eine Spezialwertung für Walker. Die Erlöse der Veranstaltung fließen gemeinnützigen Projekten zu.
Seit 2021 wird die Veranstaltung unter dem Namen Nordwalder Laufspektakel von den Northwood Runners organisiert.

#### Adventskonzert
Am ersten Adventssonntag findet um 17 Uhr das Adventskonzert in der kath. Pfarrkirche statt, bei dem die christlichen Chöre Nordwaldes Musikstücke zum Advent aufführen.

#### Weihnachtsmarkt
Der 2011 neu gegründete Verein Weihnachtsmarkt-Nordwalde e. V. organisiert jeweils am zweiten Advent den Weihnachtsmarkt auf dem Rathaus- und dem Amillyplatz sowie im Rathausinnern. Teilnehmen können alle Nordwalder Gruppen und Vereine, aber auch Firmen und Privatpersonen. Sie bieten neben Speise und Trank auch oft selbstgefertigte Geschenkartikel an. Besonderer Höhepunkt ist der Besuch des St. Nikolaus mit Knecht Ruprecht.

## Persönlichkeiten
- Anna Maria Elisabeth Holländer, genannt Charlotte (* 1820 in Nordwalde; † 1916 in Eickelborn), als Holländsk Löttken bekanntes Nordwalder Dorforiginal[13]
- Ernst Mummenhoff (* 1848 in Nordwalde; † 1931 in Nürnberg), Historiker und Archivar, Archivdirektor in Nürnberg, Ehrenbürger von Nordwalde und Nürnberg (1928)
- Otto Cohausz (* 1872 in Nordwalde; † 1938 in Danzig), Jesuit und theologischer Schriftsteller
- Augustinus Jansen (* 1877 in Everswinkel; † 1968 in Nordwalde), 1903–1906 Kaplan und seit 1933 Pfarrer in Nordwalde, Gegner des Nationalsozialismus; Ehrenbürger der Gemeinde Nordwalde (1953), Päpstlicher Geheimkämmerer und Prälat (seit 1963, „Monsignore Jansen“)
- Hugo Peters (* 1892 in Nordwalde; † 1982 in Dresden), Holz- und Steinbildhauer, Zeichner und Medailleur
- Dieter Rogalla (* 1927 in Weißwasser/Oberlausitz; † 2013 in Sprockhövel), Rechtsanwalt und Politiker (SPD); seit 1946 wohnhaft in Nordwalde, Mitglied des Europäischen Parlaments (1981–1993), Förderer der europäischen Einigung („Eurogalla“), Ehrenmitglied des Europäischen Parlaments
- Bernhard Fraling (* 1929 in Nordwalde; † 2013 in Münster), katholischer Priester; Professor für Moraltheologie und Ethik an der Katholisch-Theologischen Fakultät Paderborn (1971–1980), Professor für Moraltheologie an der Universität Würzburg (1980–1996)
- Dermot Bradley (* 1944 in Dublin; † 2009 in Nordwalde), irischer Militärhistoriker
- August Hanning (* 1946 in Nordwalde), Jurist, Präsident des Bundesnachrichtendienstes (1998–2005), Staatssekretär im Bundesministerium des Innern (2005–2009)
- Paula Lutum-Lenger (* 1957 in Nordwalde); Volkskundlerin und Historikerin, Professorin an der Eberhard-Karls-Universität Tübingen; seit 2018 Direktorin des Hauses der Geschichte des Landes Baden-Württemberg
- Peter Bücker (* 1957; † 1990), ehemaliger Schachspieler (FIDE-Meister)
- Stefan Bücker (* 1959 in Münster), Schachspieler und Schachpublizist, FIDE-Meister und Namensgeber der „Nordwalder Variante“, in Erinnerung an seinen ehemaligen Stammverein SK Königsspringer Nordwalde
- Rainer Watermann (* 1966), Pädagoge und Professor an der FU Berlin
- Theres Essmann (* 1967), Autorin und Referentin für literarisches und kreatives Schreiben
- Jörg Brunsmann (* 1970), Hörfunkmoderator beim WDR
- Holger Menke (* 1972), ehemaliger Handball-Bundesligaspieler, stammt aus der Jugend des SC Nordwalde 1928, danach u. a. beim TV Emsdetten, THW Kiel, VfL Gummersbach, OSC Rheinhausen und VfL Bad Schwartau (Karriereende 2005)